# Спирин, Дмитрий (футболист)
Дмитрий Спирин (27 сентября 1975) — азербайджанский футболист, защитник. Выступал за сборную Азербайджана.

## Биография
Дебютировал в высшей лиге Азербайджана в сезоне 1995/96 в составе армейского клуба ОИК и провёл в этом клубе три сезона. Затем выступал за клубы-середняки национального чемпионата — бакинские «Бакылы», «АНС Пивани», «Шафа», «Динамо»/«Баку» и агдамский «Карабах». Только однажды был близок к попаданию в призовую тройку — в сезоне 2001/02 «Шафа» после первого этапа шла на втором месте, однако затем произошёл конфликт между клубами и футбольной федерацией, и «Шафа», принадлежавшая президенту федерации, не доиграла сезон. При этом трижды становился обладателем Кубка Азербайджана — в сезоне 2000/01 с «Шафой», в сезоне 2004/05 с «Баку» и в сезоне 2005/06 с «Карабахом».
Всего в высшей лиге Азербайджана сыграл 132 матча и забил 2 гола.
Сыграл один матч за национальную сборную Азербайджана — 27 июля 2000 года на товарищеском турнире в Варне против Македонии, проведя на поле первые 65 минут.